# Stephen Lunsford
Pour les articles homonymes, voir Lunsford.
Stephen Lunsford ( Stephen Sean Lunsford-White de son vrai nom), est un acteur américain, né le 25 novembre 1989 à Sacramento.

## Filmographie

### Cinéma
- 2005 : Blood Deep : Will (jeune)
- 2006 : The Problem with Percival : Kyle Strum
- 2007 : Bratz : In-sé-pa-rables ! : Cameron
- 2009 : Maneater : Todd
- 2011 : Nuits noires : Brian

### Télévision
- 2003 : Malcolm : l'enfant du voisin. (saison 4 - épisode 12 et 13)
- 2004 : Allie Singer : Chad Finnegan (saison 1 - épisode 4, 10 et 13)
- 2005 : Les Feux de l'amour : Steven (saison 1 - épisode 8258)
- 2007 : Zoé : Greg (saison 3 - épisode 7 : Michael est amoureux)
- 2007 : Cory est dans la place : Schulman (saison 1 - épisode 9 : Le Maître-chanteur)
- 2009 : Desperate Housewives : Travers McLain (saison 5 - épisode 19 : Les adieux de mes amies)
- 2009 : Kamen Rider Dragon Knight : Kit Taylor (40 épisodes)
- 2009 - 2010 : Private Practice : Dink (6 épisodes)
- 2011 : Victorious : Dale Squires (saison 1 - épisode 18 : Un Mauvais Réalisateur)
- 2012 : Teen Wolf : Matt
- 2012 : Switched (Switched at Birth) : Teo